# Clásica de Almería 2015
La Clásica de Almería 2015, trentesima edizione della corsa e valida come prova del circuito UCI Europe Tour 2015 categoria 1.1, fu disputata il 15 febbraio 2015 su un percorso totale di 185,9 km. Fu vinta dal britannico Mark Cavendish al traguardo con il tempo di 4h36'19", alla media di 40,367 km/h, davanti all'altro francese Juan José Lobato e allo svizzero Mark Renshaw.
Alla partenza presero il via 136 ciclisti, dei quali 123 portarono a termine la gara.

## Squadre e corridori partecipanti
| N.    | Cod. | Squadra                    |
| ----- | ---- | -------------------------- |
| 1-7   | MOV  | Movistar Team              |
| 11-17 | COF  | Cofidis, Solutions Crédits |
| 21-27 | CJR  | Caja Rural-Seguros RGA     |
| 31-37 | CCC  | CCC Sprandi Polkowice      |
| 41-47 | KAT  | Team Katusha               |
| 51-57 | ALM  | AG2R La Mondiale           |
| 61-67 | MTN  | MTN-Qhubeka                |
| 71-77 | TFR  | Trek Factory Racing        |
| 81-87 | EQS  | Etixx-Quick Step           |
| 91-97 | EUC  | Team Europcar              |

| N.      | Cod. | Squadra                      |
| ------- | ---- | ---------------------------- |
| 101-107 | AST  | Astana Pro Team              |
| 111-117 | IAM  | IAM Cycling                  |
| 121-127 | BUR  | Burgos BH                    |
| 131-137 | TSV  | Topsport Vlaanderen-Baloise  |
| 141-146 | AND  | Androni Giocattoli-Sidermec  |
| 151-157 | RVL  | RusVelo                      |
| 161-167 | MUR  | Murias Taldea                |
| 171-177 | UHC  | UnitedHealthcare Pro Cycling |
| 181-187 | FDJ  | FDJ                          |
| 191-197 | BOA  | Bora-Argon 18                |

## Ordine d'arrivo (Top 10)
| Pos. | Corridore        | Squadra    | Tempo    |
| ---- | ---------------- | ---------- | -------- |
| 1    | Mark Cavendish   | Etixx      | 4h36'19" |
| 2    | Juan José Lobato | Movistar   | s.t.     |
| 3    | Mark Renshaw     | Etixx      | s.t.     |
| 4    | Valerio Agnoli   | Astana     | s.t.     |
| 5    | Edward Theuns    | Topsport   | s.t.     |
| 6    | Aleksandr Porsev | Katusha    | s.t.     |
| 7    | Lloyd Mondory    | AG2R       | s.t.     |
| 8    | Grega Bole       | CCC Polsat | s.t.     |
| 9    | Oscar Gatto      | Androni    | s.t.     |
| 10   | Rüdiger Selig    | Katusha    | s.t.     |

## Classifiche minori

### Classifica a squadre
| Pos. | Squadra    | Tempo     |
| ---- | ---------- | --------- |
| 1    | IAM        | 15h48'57" |
| 2    | CCC Polsat | s.t.      |
| 3    | AG2R       | s.t.      |

### Classifica GPM
| Pos. | Corridore            | Squadra  | Punti |
| ---- | -------------------- | -------- | ----- |
| 1    | Romain Bardet        | AG2R     | 12    |
| 2    | Romain Sicard        | Europcar | 7     |
| 3    | Arthur Vanoverberghe | Topsport | 3     |

### Classifica TV
| Pos. | Corridore          | Squadra  | Punti |
| ---- | ------------------ | -------- | ----- |
| 1    | Romain Sicard      | Europcar | 6     |
| 2    | Romain Bardet      | AG2R     | 4     |
| 3    | Alexander Kolobnev | Katusha  | 3     |